# پلاور (آیووا)
پلاور (به انگلیسی: Plover) شهری در ایالت آیووا کشور ایالات متحده آمریکا است که جمعیت آن در سرشماری سال ۲۰۱۰ میلادی، ۷۷ نفر بوده‌است.